# Федеріко Рікка
Федеріко Рікка (ісп. Federico Ricca, нар. 1 грудня 1994, Тарарірас) — уругвайський футболіст, лівий захисник бельгійського клубу «Ауд-Геверле» (Левен).

## Клубна кар'єра
Народився 1 грудня 1994 року в місті Тарарірас. Вихованець футбольної школи клубу «Данубіо». Дорослу футбольну кар'єру розпочав 2013 року в основній команді того ж клубу, в якій провів два з половиною сезони, взявши участь у 67 матчах чемпіонату.
На початку 2016 року перебрався до Європи, уклавши 1 лютого контракт на чотири з половиною роки з іспанською «Малагою».
У серпні 2019 року, за рік до завершення контракту з іспанським клубом, за 3 мільйони євро перейшов до бельгійського «Брюгге». У новій команді програв конкуренцію за місце лівого флангового захисника Едуарду Соболю, виходячи на поле здебільшого в іграх, де тренерський штаб обирав тактичну схему з трьома центральними захисниками.

## Виступи за збірні
2015 року залучався до складу молодіжної збірної Уругваю. На молодіжному рівні зіграв у 5 офіційних матчах, забив 1 гол.
2017 року провів свою першу гру у складі національної збірної Уругваю.
| Дата     | Місто  | Господарі | Результат | Гості   | Турнір           | Голи | Примітки |
| -------- | ------ | --------- | --------- | ------- | ---------------- | ---- | -------- |
| 4-6-2017 | Дублін | Ірландія  | 3 – 1     | Уругвай | товариський матч | -    | 62'      |
| Усього   |        | Матчів    | 1         |         | Голів            | 0    |          |

## Титули і досягнення
- Чемпіон Уругваю (1):

«Данубіо»: 2013-14
- Переможець Панамериканських ігор: 2015
- Чемпіон Бельгії (3):

«Брюгге»: 2019-20, 2020-21, 2021-22
- Володар Суперкубка Бельгії (2):

«Брюгге»: 2021, 2022